# シヌ・ミエド・ア・ラ・ベルダッド
『シヌ・ミエド・ア・ラ・ベルダッド』（スペイン語: Sin miedo a la verdad）は、メキシコのテレビドラマ。ラス・エストレージャスで2018年10月8日に初公開された。 主演はアレックス・ペレア。

## 登場人物
マヌエル「マヌ」モンテロ
演 - アレックス・ペレア
カタリナ・ゴメス
演 - ダシア・ゴンサレス
ベレニス・イダルゴ
演 - タニア・ニエブラ
レティ
演 - リギア・ウリアルテ
オラシオ
演 - フェルミン・マルティネス
イシドロ
演 - イスラエル・イスラス
マリア・ホセ・イダルゴ
演 - パオラ・ミゲル
アルベルト・ゴメス「ピラ」
演 - アルトゥーロ・ナフム
クアウテモク・サンチェス「エル・ボリリョ」
演 - カルロス・バラガン
エステファニ・モンテロ
演 - アナ・クリスティーナ・ルビオ
アマンダ
演 - カタリナ・ロペス
チチョ
演 - ビクトル・セルベイラ
アルフレッド・アロンソ
演 - エウジェニオ・モンテッソーロ
アンドレア・ロエラ
演 - ジャッキー・サウザ （シーズン2 - 現在）